# Шендриченко Руслан Сергійович
Русла́н Сергі́йович Шендриченко — старший солдат Збройних сил України, учасник російсько-української війни.

## З життєпису
В мирний час проживає у Черняхівському районі.
Літом 2014-го брав участь у боях на сході України.

## Нагороди
За особисту мужність, сумлінне та бездоганне служіння Українському народові, зразкове виконання військового обов'язку відзначений — нагороджений
- 10 жовтня 2015 року — орденом «За мужність» III ступеня.